# كيث جاردين
كيث جاردين (بالإنجليزية: Keith Jardine) هو فنان قتال مختلط وممثل أمريكي، ولد في 31 أكتوبر 1975 ببوتي في الولايات المتحدة.

## أعمال

### أفلام
- (2009) جيمر[5][6]
- (2009)  فولت عالي[7]
- (2014) امتداد
- (2014) جون ويك[8][9]
- (2014) خطيئة متأصلة[10]
- (2015)  تجارب السكورش
- (2016) ذات مرة في البندقية
- (2018) صندوق الطائر
- (2019) الطفل

### مسلسلات
- اختلال ضال
- ماكجايفر

## وصلات خارجية
- كيث جاردين على موقع بوكس ريك (الإنجليزية) (registration required)
- كيث جاردين على موقع يو إف سي (الإنجليزية)
- كيث جاردين على موقع شيردوغ (الإنجليزية)

- كيث جاردين على موقع IMDb (الإنجليزية)
- كيث جاردين على موقع ألو سيني (الفرنسية)
- كيث جاردين على موقع أول موفي (الإنجليزية)
- كيث جاردين على موقع قاعدة بيانات الفيلم (الإنجليزية)
- كيث جاردين على موقع كينوبويسك (الروسية)